# Future World (film)
Future World è un film del 2018 diretto da James Franco e Bruce Thierry Cheung, con protagonisti lo stesso Franco, Suki Waterhouse, Lucy Liu e Milla Jovovich.

## Trama
Nel paesaggio arido di un mondo post-apocalittico, un giovane principe delle Oasi (una delle ultime note zone franche del pianeta) intraprende un viaggio audace alla ricerca dell'unico rimedio per guarire la regina malata.

## Produzione
Le riprese del film sono iniziate nel maggio 2016 e sono terminate nel giugno seguente.

## Promozione
Il primo trailer del film viene diffuso il 9 aprile 2018.

## Distribuzione
La pellicola è stata distribuita nelle sale cinematografiche statunitensi ed in contemporanea on demand a partire dal 25 maggio 2018.